# 索羅維斯基修道院

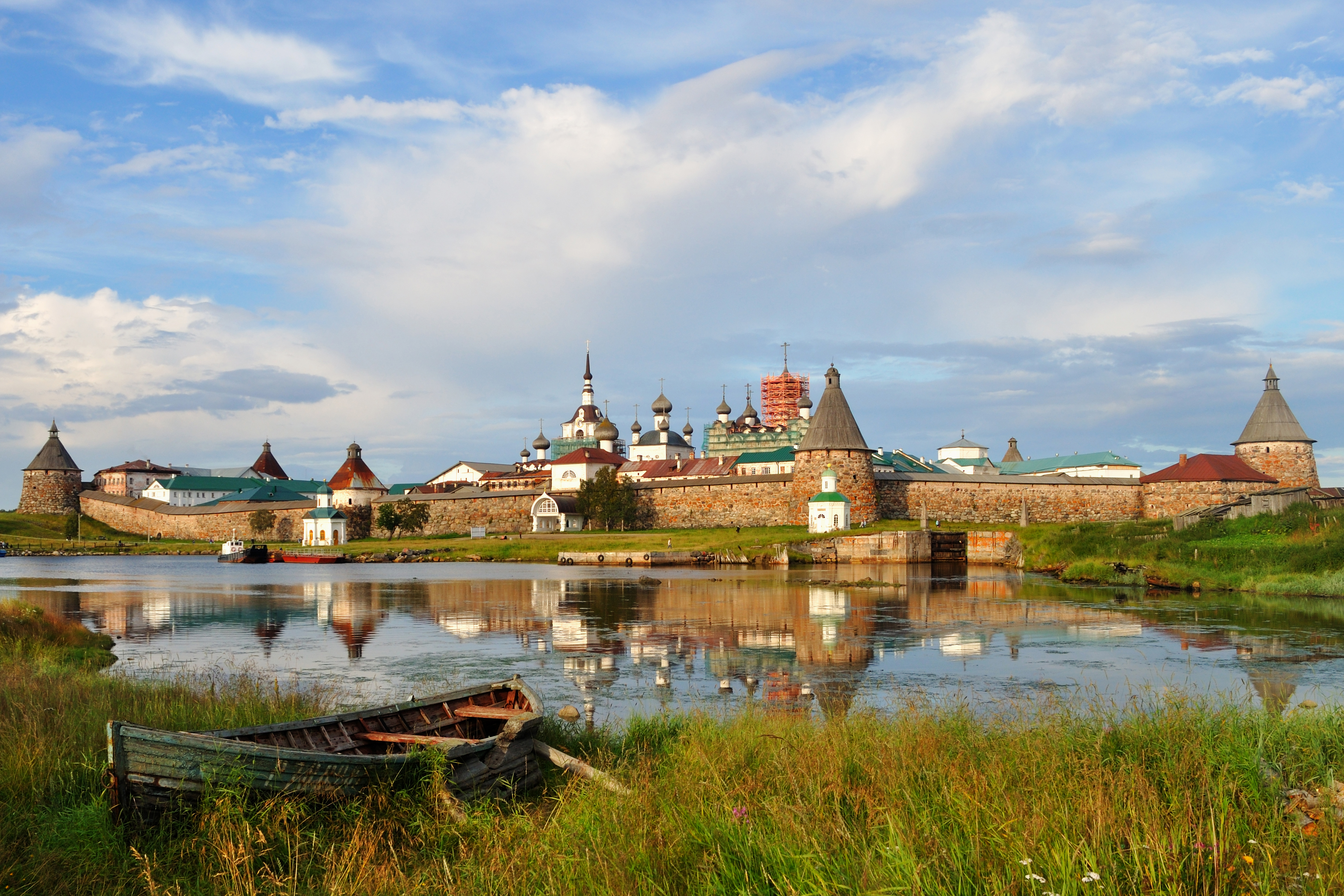

索羅維斯基修道院（俄語：Солове́цкий монасты́рь）是位於俄羅斯北部白海中索洛韋茨基群島的一座修道院。

## 历史
是俄羅斯北部地區最大的基督教建築。在蘇聯時期，索羅維斯基修道院是一座監獄和強制收容所。索羅維斯基修道院的歷史起源於1429年，曾是白海地區的政治和貿易中心之一。1668年发生索洛韦茨基修道院起义。十月革命之後，修道院被蘇聯政府關閉改為集中營。今日的索羅維斯基修道院是一座歷史博物館，被列入世界文化遺產。現在索羅維斯基修道院大約有10名修道士居住。